# Pasiphaea burukovskyi
Pasiphaea burukovskyi is een garnalensoort uit de familie van de Pasiphaeidae. De wetenschappelijke naam van de soort is voor het eerst geldig gepubliceerd in 1993 door Wasmer.